# Théodore Mitte
Pour les articles homonymes, voir Mitte.
Théodore Mitte de Cabrière (ou Théodore Mitte de Saint-Chamond) est un abbé de l'ordre de Saint Antoine de Viennois , de la fin du XVe siècle jusqu'à sa mort en 1527. C'est à son époque que l'empereur Maximilien Ier donna à son ordre l'écu des armes de l'empire.  

## Biographie
Théodore de Saint-Chamond accède à l'abbatiat en 1495 : il est élu abbé général des Antonins. On retient de son ministère la résolution des problèmes qui divisaient son abbaye de Saint-Antoine à celle de Montmajour du temps de son prédécesseur, Pierre de Laire. Ses fonctions d'abbé général de l'ordre des Antonins lui donnent la haute main sur la constellation de commanderies implantées d'un bout à l'autre de l'Europe chrétienne, particulièrement Italie, en Allemagne et en France.  
En 1502, il accède à la présidence des États du Dauphiné en l'absence de l'évêque, et ce, en vertu d'une prérogative octroyée en 1305 par le seigneur du Dauphiné. Il est ensuite maintenu par le parlement.
À partir de 1512, il fréquente la cour de Lorraine, où l'ont probablement amené les intérêts locaux des Antonins. Il n'est pas impossible qu'il ait été "téléguidé" par le roi de France (dont il est le sujet), ou invité par son ami Symphorien Champier, le premier-médecin d'Antoine, duc de Lorraine. Ses relations avec le duc lorrain sont d'autant plus excellentes, qu'Antoine voue une grande dévotion à son saint patron (lors de la campagne de Marignan, il a passé une longue retraite à l'abbaye Saint-Antoine de Viennois). Théodore s'installe finalement à demeure à la cour ducale de Nancy, où il s'est imposé comme le mentor du duc, et le véritable chef du gouvernement princier, avec trois domaines principaux : les relations extérieures,  les affaires de l'Eglise, et la gestion domaniale, notamment celle des mines d'argent : il est l'artisan de l'accord d'arbitrage de 1526 fixant les droits du duc de Lorraine sur les mines vosgiennes face à ceux de l'Empereur et des Ribeaupierre. 
En 1520, Théodore assiste au couronnement impérial de Charles Quint, où il rencontre la plupart des princes de l'Allemagne. L'année suivante, il se rend à Rome en passant par la diète de Worms. Il en revient avec la confirmation solennelle des privilèges de l'ordre hospitalier de Saint-Antoine par le jeune empereur, et avec une bulle du pape Léon X le nommant commissaire apostolique chargé de poursuivre l'hérésie luthérienne dans le duché de Lorraine ainsi que des "lieux circonvoisins". 
Dès 1523, Théodore fait saisir les écrits de Luther et fait arrêter les prédicateurs "hérétiques". En parfaite entente avec les autorités de l'évêché de Metz, dont l'autorité suprême est le cardinal Jean de Lorraine, frère du duc Antoine, il entreprend la persécution des adeptes du luthéranisme, ou considérés comme tels : Jean Châtelain, un moine qui professe les idées du Cénacle de Meaux est condamné au bûcher et brûlé vif à Vic-sur-Seille le 12 janvier 1525. Le passage de l'abbé général dans la ville libre de Metz, quelques jours plus tard, suscite une émeute populaire de trois jours, durant laquelle l'abbé général échappe de peu au lynchage; il doit être provisoirement incarcéré pour échapper à la vindicte populaire. Il fut probablement un des instigateurs majeurs de la campagne du duc Antoine dans le duché et en Alsace, lors de la guerre des Paysans (dite aussi Guerre des Rustauds ; 16 avril - 22 mai 1525). Il participa à l'expédition avec Jean de Lorraine ainsi que de nombreux prélats, et s'y prononça en faveur d'une répression implacable. Lors de la mise au bûcher suivante, celle de Wolfgang Schuch, curé dit "hérétique" de Saint-Hyppolyte, le 21 juin 1525 à Nancy, il dénonce à nouveau le caractère "diabolique" de l'insurrection des Paysans. 
On lui doit, par ailleurs, la publication de sept lettres inédites de Saint Antoine, qu'il tenait de la bibliothèque de Jean et François Pic, princes de la Mirande, et qui furent par la suite annotées avec lequel Théodore se lia d'amitié jusqu'à sa mort.
Théodore de Saint-Chamond mourut à Nancy en 1527, et son corps fut transporté à Pont-à-Mousson, où l'ordre des Antonins possédait un établissement. Il fut inhumé dans le chœur de l'église Saint-Antoine (actuellement Saint-Martin).
Le monument funéraire, en marbre, figurait un abbé en chape et mitre, mais sans crosse. Sur le bord de la tombe était gravée cette épitaphe : Cy gist Monsieur de St-Chamond jadis abbé de St-Antoine de Viennois et commissaire ecclésiastique contre les Luthériens, etc… A la fin du XVIème siècle, ce tombeau fut déplacé par les Jésuites à l'occasion de travaux qu'ils firent effectuer dans cette église qui venait de leur être attribuée avec d'autres bâtiments des Antonistes, pour la création de l'Université de Pont-à-Mousson. Le tombeau fut alors déplacé au-delà de l’arcade du collatéral gauche. Il n'en subsiste aucune trace aujourd'hui.

## Critiques
La société de l'histoire du protestantisme français le qualifie en 1911 de « grand persécuteur des premiers lutheriens ».